# Coppa Jules Rimet
La Coppa del mondo Jules Rimet fu il premio assegnato alla squadra nazionale vincitrice del campionato mondiale di calcio tra il 1930 e il 1970. Essa era nota anche come trofeo Jules Rimet, coppa Rimet (nome con cui, per metonimia, era anche chiamata la competizione) oppure ancora Vittoria alata.
È stata intitolata nel 1946 a Jules Rimet, dirigente sportivo francese allora presidente della FIFA, nonché ideatore del torneo mondiale. Il regolamento del torneo prevedeva che la coppa sarebbe stata assegnata definitivamente alla federazione la cui squadra avesse per prima vinto il campionato mondiale per tre volte, anche non consecutive, dopodiché sarebbe stata sostituita da un nuovo trofeo. Ciò avvenne nel campionato mondiale 1970, quando il Brasile vinse il suo terzo titolo. Dall'edizione successiva, del 1974, la squadra campione del mondo è premiata con la Coppa del Mondo FIFA, realizzata dall'italiano Silvio Gazzaniga.
Del trofeo assegnato al Brasile nel 1970 non esiste più traccia. Si ritiene che esso sia stato rubato in Brasile per ricavare lingotti dalla fusione dei 1800 g d'oro di cui si componeva. La federazione calcistica brasiliana ne espone tuttora una replica, mentre un'ulteriore replica è esposta in Inghilterra al National Football Museum di Manchester. Del trofeo forgiato nel 1930 è sopravvissuto solo un piedistallo con i nomi dei primi quattro vincitori, ritrovato nel 2015 nei magazzini della FIFA e oggi esposto al pubblico al museo della Federazione a Zurigo.

## Storia

### Origini
La storia del trofeo inizia il 29 maggio 1928, quando il congresso della FIFA di Amsterdam discusse ed approvò il progetto del torneo mondiale per nazioni proposto dal francese Henri Delaunay. Il presidente della FIFA Jules Rimet accolse la proposta dell'Uruguay di organizzare il torneo in concomitanza con il centenario della propria indipendenza.

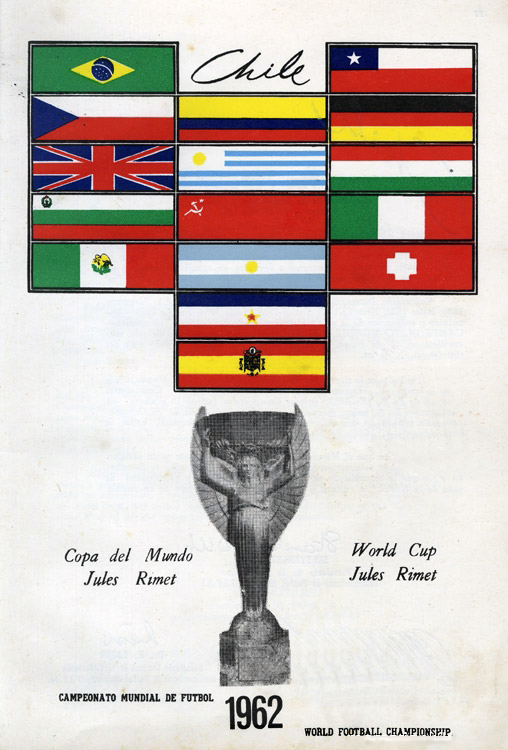
Mondiale 1962

La federazione accettò il progetto e Rimet affidò all'orafo parigino LaFleur (cresciuto alla scuola Cartier) l'incarico di realizzare il trofeo. Abel Lafleur, in un periodo in cui lo Stile Liberty e l'Art déco erano al loro apice, coniò una statuetta raffigurante una vittoria alata (Nike) che reggeva una coppa decagonale, il tutto appoggiato a un piedistallo di lapislazzuli a base ottagonale. Il peso complessivo era di 3800 grammi, di cui 1800 grammi in oro. L'altezza del trofeo era di 30 centimetri.
Il trofeo fu messo in palio la prima volta a Montevideo nel 1930; la coppa raggiunse il Sudamerica a bordo della nave italiana Conte Verde, che salpò da Villefranche-sur-Mer, vicino a Nizza, il 21 giugno 1930. Sulla stessa nave viaggiavano Jules Rimet e i giocatori delle Nazionali francese, romena – che aveva imbarcato qualche giorno prima a Genova – e belga, che venne imbarcata a Barcellona (l'altra delegazione europea, quella jugoslava, viaggiò su un'altra nave). Durante lo scalo a Rio de Janeiro anche la nazionale brasiliana si imbarcò sulla stessa nave. La coppa, assegnata alla nazionale uruguaiana, fu poi portata in Italia, la cui nazionale vinse il trofeo nelle edizioni del 1934 e 1938.

### Nascosta in Italia durante la Guerra
La coppa, che era stata in Italia dal 1934 al 1938, fu riportata a Roma dopo la seconda vittoria azzurra ai Mondiali del 1938 in Francia ed era ancora lì allo scoppio della guerra (l'Italia avrebbe dovuto custodirla fino al momento della consegna alla nazione organizzatrice dell'edizione successiva). Per evitare danni, la coppa Rimet fu prelevata segretamente dalla banca dove era in deposito e presa in custodia dall'ingegnere Ottorino Barassi, segretario della Federcalcio e vice presidente della FIFA, che la nascose nella sua abitazione in piazza Adriana. 

Il prezioso metallo del trofeo suscitò l'interesse da parte dei tedeschi, che perquisirono l'abitazione di Barassi nonostante l'ingegnere avesse dichiarato che la coppa era stata presa in custodia dal CONI. Il trofeo era stato messo in salvo in una scatola di scarpe nascosta sotto il letto, ma i soldati della Gestapo, incredibilmente, non lo trovarono. Temendo nuove perquisizioni, Barassi spedì la coppa a Torremaggiore, piccola cittadina a vocazione agricola in provincia di Foggia, presso l'abitazione dei parenti Leonardo e Lisetta Barassi, i quali tennero nascosta la coppa per due anni in un fusto contenente olio extra vergine d'oliva. Al termine del conflitto, nel 1946, Barassi portò la coppa in Lussemburgo, da dove riprese il suo viaggio attraverso i Paesi e i continenti.

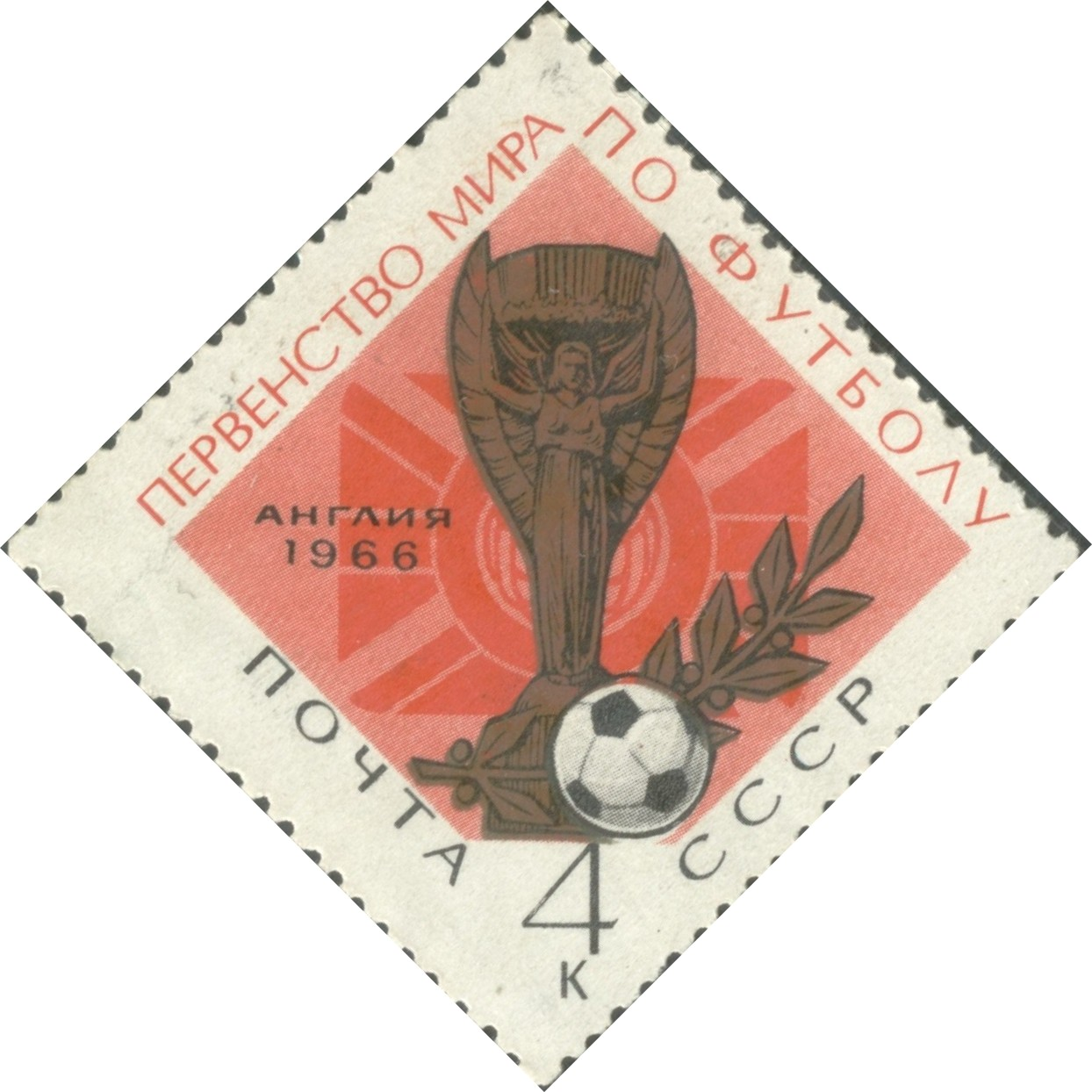
Francobollo commemorativo del Mondiale 1966, svoltosi in Inghilterra

### Il primo furto
Nel marzo del 1966 l'Inghilterra, che aveva ottenuto l'incarico di organizzare l'edizione in quell'anno, per solennizzare l'avvenimento organizzò una mostra di francobolli sportivi di grande valore presso la Westminster Central Hall. Fu esposto anche il trofeo che però, il 20 marzo, venne rubato.
Le indagini portarono all'arresto di Edward Bletchley, portuale quarantasettenne disoccupato, il quale aveva inviato a Joe Mears, presidente della Football Association, presso la sede di Lancaster Gate, una lettera anonima: al suo interno la proposta per una trattativa (veniva richiesto un riscatto di 15.000 sterline) e la testa rimovibile superiore, la quale stava, normalmente, all'interno della coppa decagonale. Mears accettò la proposta: lo scambio sarebbe dovuto avvenire al Battersea Park, ma Mears avvisò la polizia che fu presente sul luogo. Bletchley se ne accorse e tentò la fuga, ma fu catturato, arrestato e condotto nella prigione di Brixton. Egli affermò di essere un semplice esecutore, e che qualcun altro gli aveva dato 500 sterline per impossessarsi della coppa. Le notizie sui fatti che seguirono sono molto incerte: sembra che Bletchley abbia fatto un ulteriore accordo con la polizia in carcere dove avrebbe ricevuto la visita di una donna misteriosa. 
Ad ogni modo, tutto si risolse il 27 marzo, quando Pickles (letteralmente 'cetriolino'), un cagnolino senza pedigree dell’impiegato ventiseienne David Corbett, mentre era fuori col suo padrone ritrovò la coppa avvolta in un giornale sotto una siepe di un giardino della periferia a sud di Londra. Come misura di sicurezza, la Federcalcio inglese chiese alla FIFA l'autorizzazione a creare una replica del trofeo da usare durante le celebrazioni post partita. Il permesso fu negato ma la copia fu comunque commissionata in segreto ad un gioielliere londinese, George Bird, che la realizzò in bronzo dorato. Fu utilizzata per le occasioni successive fino al 1970 e in seguito restituita al suo creatore.

### L'assegnazione definitiva
Nella Coppa del Mondo del 1970 arrivarono alle semifinali tutte e tre le squadre che avevano già vinto due volte il trofeo: il Brasile, l'Italia e l'Uruguay. Il regolamento FIFA prevedeva infatti l'assegnazione definitiva della coppa alla nazionale che avesse vinto la rassegna per tre volte. La Celeste fu eliminata dalla Seleção in semifinale: restarono così l'Italia e il Brasile a contendersi il trofeo nella finale del 21 giugno a Città del Messico. La nazionale italiana, reduce dalla lunga e faticosa semifinale con la Germania Ovest (quella che verrà poi definita la Partita del secolo), fu sconfitta dai sudamericani 4-1. Questi, aggiudicandosi per la terza volta la coppa, ne presero definitivo possesso. Al suo posto fu assegnata, a partire dal Mondiale successivo (ospitato dalla Germania Ovest nel 1974), la Coppa del Mondo FIFA.

### Il secondo furto
La Coppa Rimet fu rubata nuovamente il 19 dicembre 1983 dalla sede della federcalcio brasiliana. Prima degli "anni 80" la coppa era conservata in una banca brasiliana, come affermato in un'intervista rilasciata nel 2010 dall'ex presidente della FIFA João Havelange per un documentario sulla storia della Coppa Rimet.
Sergio Pereira Ayres detto Peralta, insieme a José Luis Rivera, detto Luiz Bigode (baffuto), un decoratore, e Francisco José Rocha, detto Chico Barbudo, ex detective e al tempo attivo nel mercato dell'oro, si introdussero nella sede della Confederazione dopo aver immobilizzato il guardiano e si appropriarono della coppa, decidendo poi di fonderla in lingotti d'oro. Per questa operazione si fecero aiutare da José Carlos Hernández, commerciante di origine argentina in affari con Barbudo. Con l'attrezzatura di quest'ultimo potevano però fondere al massimo 250 grammi alla volta; la parte aurea del trofeo, che pesava 1800 grammi, fu dunque sezionata e fusa un pezzo alla volta in un arco di tempo di 7 ore. La vendita dell'oro fruttò ai malviventi 15500 $. Il progetto di Peralta fu poi svelato da Antonio Setta, brasiliano contattato da Peralta come primo complice che però si rifiutò di collaborare. Da qui gli investigatori scoprirono in poco tempo tutti i complici.
La Confederazione commissionò a Eastman Kodak una replica usando 1800 grammi d'oro. Questa replica venne presentata al presidente brasiliano João Baptista de Oliveira Figueiredo nel 1984. Le vicende di questo secondo furto hanno ispirato il film del 2016 O roubo da Taça (distribuito in Italia come Jules e Dolores), di Caito Ortiz.

### L'asta da Sotheby's
A seguito della morte di George Bird, artefice della copia nel 1966, nel 1997 i suoi eredi decisero di vendere quest'ultima inserendola nel catalogo della casa d'asta Sotheby's dove venne descritta come «replica». Il prezzo di riserva di 20.000-30.000 sterline parve eccessivo a molti, dato lo scarso valore intrinseco dell'oggetto (circa un decimo). Forse proprio per questo si fece strada in qualcuno l'idea che si trattasse della coppa originale: l'asta infatti fu chiusa al prezzo astronomico di 254.500 sterline e vinta dalla FIFA, che se la disputò con la Federazione Calcistica Brasiliana. Fu poi verificato che il trofeo era effettivamente una copia e la FIFA lo mise in mostra al National Football Museum a Preston.

### La maledizione della Coppa Rimet
Negli anni si è fatta strada l'idea che il trofeo porti con sé una qualche specie di maledizione, soprattutto a seguito della morte in circostanze particolari di molti di quelli che furono a vario grado coinvolti nei furti della Coppa Rimet (compreso il cagnolino Pickles, strangolato dal proprio guinzaglio mentre inseguiva un gatto).

### Le teorie sul reale destino della Coppa
Le numerose peripezie attraversate da questo trofeo e le molte circostanze mai chiarite relative alle sue sparizioni lasciano spazio all'ipotesi che la coppa di LaFleur possa non essere andata distrutta nel 1983.
Nel 2015 è stata ritrovata, in un deposito della FIFA, la base in pietra originale del trofeo. Il blocco di lapislazzuli, di forma ottagonale, presenta quattro targhette su cui sono incisi i nomi dei primi 4 vincitori tra il 1930 e il 1950. Dall'edizione del 1954 il trofeo venne infatti modificato con una nuova base, molto simile ma leggermente più lunga, in modo da inserirvi il maggior numero di vincitori possibile. L'oggetto è ora esposto presso il Museo della FIFA di Zurigo.

## Vincitori
| Edizione | Squadra nazionale | Capitano              | Allenatore         |
| -------- | ----------------- | --------------------- | ------------------ |
| 1930     | Uruguay           | José Nasazzi          | Alberto Suppici    |
| 1934     | Italia            | Gianpiero Combi       | Vittorio Pozzo     |
| 1938     | Italia            | Giuseppe Meazza       | Vittorio Pozzo     |
| 1950     | Uruguay           | Obdulio Varela        | Juan López Fontana |
| 1954     | Germania Ovest    | Fritz Walter          | Sepp Herberger     |
| 1958     | Brasile           | Hilderaldo Bellini    | Vicente Feola      |
| 1962     | Brasile           | Mauro Ramos           | Aymoré Moreira     |
| 1966     | Inghilterra       | Bobby Moore           | Alf Ramsey         |
| 1970     | Brasile           | Carlos Alberto Torres | Mário Zagallo      |

## Filmografia
- O Roubo da Taça (2016), regia di Caito Ortiz